# مصرف سومر التجاري
 مصرف سومر التجاري مصرف عراقي خاص أُسس عام 1999،  يبلغ رأس المال للمصرف 250 مليار دينار.